# Forse un angelo (film)
Forse un angelo (Borrowed Hearts) è un film TV del 1997 diretto da Ted Kotcheff e interpretato da Roma Downey, Eric McCormack e Héctor Elizondo.

## Trama
Sam Field è un giovane uomo d'affari e rampollo di una ricca famiglia di industriali. Sebbene sia un maniaco del lavoro e ansioso di dimostrare di essere all'altezza di suo padre, Sam conduce uno stile di vita da playboy. Un giorno il suo portavoce, nonché migliore amico, Dave Hebert gli comunica che un magnate sarebbe propenso a fare affari con lui perché è convinto che Sam sia uno zelante padre di famiglia. Il ragazzo accetta così il piano che consiste nell'assumere attori che interpretino sua moglie e suo figlio. Dopo alcune prove infruttuose con la "famiglia" appena assoldata, Sam è quasi sul punto di abbandonare ogni speranza di raggiungere l'accordo, quando una settenne irrompe improvvisamente a casa sua.
Si tratta di Zoey Russell, una bambina molto volitiva e piena di fantasia, che è entrata nella lussuosa dimora di Sam trovandola molto somigliante alla sua casa delle bambole. Alla madre di Zoey, la single Kathleen, viene offerta una grossa somma di denaro perché lei e sua figlia impersonino la famiglia amorevole di Sam. La donna accetta dato che si trova in condizioni finanziarie non proprio floride, ma anche per non scontentare Zoey. Le due vengono truccate dallo staff di Sam e viene insegnato loro cosa dire e cosa non dire al potenziale cliente, Javier Del Campo. Quest'ultimo ha in programma di rimanere alla villa di Sam per un fine settimana, durante il quale si affeziona molto a Zoey.
Zoey è contentissima, a differenza di Sam e Kathleen, quando Javier annuncia che resterà fino alla conclusione delle trattative. In particolare Sam si sente molto a disagio, dal momento che la sua routine è stata completamente rivoluzionata. Una sera Zoey fa un po' di disordine nell'ufficio di Sam, il che provoca a quest'ultimo un'esplosione di rabbia. Kathleen è sconvolta dal suo comportamento e lascia immediatamente la casa. Quella sera, Sam giunge nell'appartamento di Kathleen, le chiede scusa e la convince a tornare. La sera successiva la coppia, la bambina e Javier vanno a pattinare sul ghiaccio, e durante la gita Zoey si convince che Javier è un angelo. Sam nel frattempo si rende conto di essere sempre più attratto da Kathleen, la quale, dopo aver scoperto che la fusione aziendale che si sta profilando porterebbe alla perdita di tanti posti di lavoro, mette alle strette Sam. A portare ulteriore scompiglio ci pensa il padre naturale di Zoey, Jerry, che pretende dopo tanti anni di assenza di rientrare nella vita di Kathleen. Alla fine Sam non firmerà il contratto con Javier e sceglierà di formare una vera famiglia con Kathleen e Zoey.